# Pseudapis dixica
Pseudapis dixica är en biart som först beskrevs av Warncke 1976.  Pseudapis dixica ingår i släktet Pseudapis och familjen vägbin. Inga underarter finns listade i Catalogue of Life.